# Abraham Dircksz van Santvoort

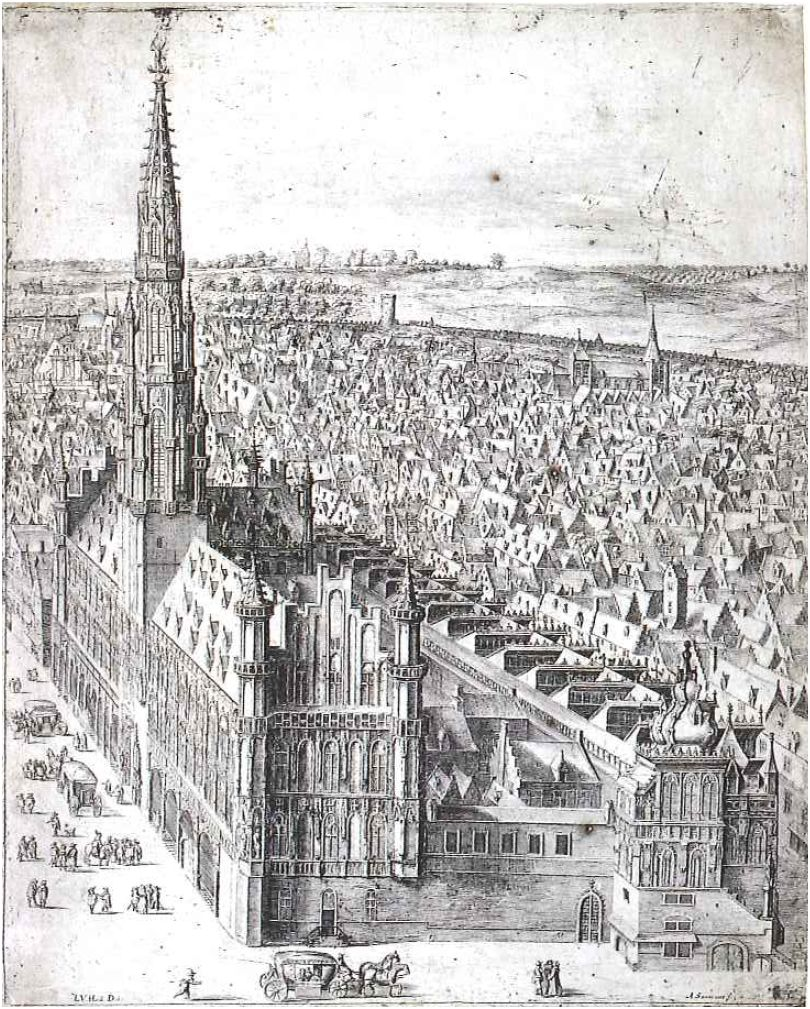
Gravure van het Stadhuis van Brussel, ca. 1650

Abraham Dircksz van Santvoort (Amsterdam?, ca. 1624 – Chaam, 1669) was een Nederlands graveur en predikant. Hij was vermoedelijk de broer van portretschilder Dirck Dircksz. van Santvoort. In 1639 was hij werkzaam te Brussel, waar hij onder meer het gedetailleerde stadsplan van Martin de Tailly graveerde. Enkele jaren later wordt hij aangetroffen te Amsterdam (1644). Op 31 december van dat jaar is zijn ondertrouw met Elizabeth de Kruyff opgetekend. Van 1648 tot 1653 verbleef Van Santvoort in Breda. Zijn prenten waren voornamelijk historisch. Voor het Tonneel der wereltse rampsaligheden, Vertoonende Godts Wraake, Over de roepende en verfoeyelijke zonde der moedtwillige en voor-bedachte Moordery, een Nederlandse vertaling van John Reynolds' populaire boek (1667), leverde hij stripachtige illustraties.